# Iwan Kandyba
Iwan Ołeksijowycz Kandyba (ukr. Іван Олексійович Кандиба; ur. 7 czerwca 1930 w Stulnie, zm. 8 listopada 2002 we Lwowie) – ukraiński prawnik, nacjonalista, dysydent, działacz polityczny.
Urodził się w rodzinie chłopskiej we wsi Stulno w powiecie włodawskim. Po II wojnie światowej we wrześniu 1945 r. Kandyba wraz z rodziną został przymusowo przesiedlony na teren Ukraińskiej Socjalistycznej Republiki Radzieckiej i osiedlony we wsi Kalistrowo (Stepowe) w obwodzie mikołajowskim. W latach 1946–1949 uczył się w szkołach w Ostrogu, Łucku i Zborowie. W 1949 wstąpił na Uniwersytet Lwowski, gdzie ukończył prawo w 1953 r. Do 1961 r. pracował w Glinianach na stanowisku notariusza, sędziego ludowego i adwokata.
W lutym 1960 r. porozumiał się z Łewkiem Łukjanenką w sprawie stworzenia i działania Ukraińskiego Związku Robotniczo-Chłopskiego (Українська Робітничо-Селянська Спілка, УРСС), nielegalnej organizacji posługującej się hasłami marksistowskimi, opozycyjnej wobec reżimu komunistycznego. Opracowany przy udziale Kandyby program organizacji oficjalnie zakładał walkę o swobody demokratyczne, w rzeczywistości zmierzano do zorganizowanie referendum w sprawie wystąpienia Ukrainy z ZSRR i utworzenia niezależnego państwa ukraińskiego.
Iwan Kandyba rozprowadzał także wydawane w Polsce „Nasze Słowo”.
Aresztowany 20 stycznia 1961 r., 20–24 maja 1961 r. skazany za „zdradę ojczyzny” na 15 lat obozu karnego. Wyrok odbywał w łagrach w Mordowii (Jawas: ЖХ-385/11, ст. Явас) i w obwodzie permskim (ВС-389/35, ст. Всехсвятська – w rejonie czusowojskim). W trakcie pobytu w obozie dwukrotnie sąd obostrzył mu sposób odbywania kary, skazując go na rok oraz na trzy lata pobytu w więzieniu za protesty przeciwko obozowemu rygorowi. Karę odbywał we Włodzimierzu.
25 lipca 1969 wraz z Łewkiem Łukjanenką i Mychajłą Horyniem przekazał za granicę memoriał do Komisji Praw Człowieka ONZ.
Po zwolnieniu w styczniu 1976 r. otrzymał zakaz przebywania we Lwowie, gdzie mieszkał jego ojciec. Kandyba wynajął mieszkanie w miasteczku Pustomyty, gdzie utrzymywał się z naprawiania urządzeń elektrycznych i pracy palacza. Jednocześnie został członkiem założycielem Ukraińskiej Grupy Helsińskiej, której powstanie ogłoszono oficjalnie w 9 listopada 1976.
Mimo stałego nadzoru KGB aktywnie uczestniczył w działaniach UGH. Kilkakrotnie starał się także uzyskać zgodę władz na wyjazd do USA, czego mu za każdym razem odmawiano.
24 marca 1981 r. został ponownie aresztowany, a 24 lipca 1981 r. skazany na 10 lat łagrów za szerzenie „antyradzieckiej propagandy”. Wyrok odbywał w obozie ВС-389/36-1 (сел. Кучино), gdzie przebywali także inni członkowie UGH, wraz z którymi uczestniczył w akcjach protestacyjnych na terenie obozu. 8 grudnia 1987 r. przeniesiony do łagru ВС-389/35 (ст. Всехсвятська) w obwodzie permskim. 12 sierpnia 1988 przeniesiony do Permu, a następnie do Lwowa.
Ułaskawiony 5 września 1988 na mocy uchwały Rady Najwyższej ZSRR. Wypuszczony dopiero 9 września 1988 po ogłoszeniu głodówki.
8 kwietnia 1990 stanął na czele założonego przez siebie półlegalnego (zarejestrowane w 1993 r.) stronnictwa politycznego Wszechukraińskie Zjednoczenie Polityczne „Państwowa Niezależność Ukrainy” („Державна Самостійність України”), którego organem prasowym była „Нескорена нація”, redagowana przez Kandybę.
Od 4 listopada 1992 członek Organizacji Ukraińskich Nacjonalistów (OUN), dokooptowany do komitetu przygotowującego legalizację i odrodzenie OUN na Ukrainie. Kandyba związał się ze środowiskiem byłych krajowych działaczy OUN, odnoszących się z niechęcią do podejmowanych zarówno przez OUN-M (melnykowców), jak i OUN-B (banderowców) działań zmierzających do odrodzenia OUN. Po rejestracji Organizacji Ukraińskich Nacjonalistów na Ukrainie (Організаціа Українських націоналістів в Україні (ОУНвУ)) został wybrany zastępcą przewodniczącego Zarządu Głównego na II konferencji OUN (U) 9 maja 1993. Od I Walnego Zjazdu OUN (U) 28 maja 1994 członek biura partii. 25 lutego 1995 na I Wielkim Nadzwyczajnym Zjeździe OUN (U) wszedł do Zarządu Głównego. Od 27 stycznia 1996 przewodniczący Organizacji Ukraińskich Nacjonalistów na Ukrainie (ОУНвУ).
Zmarł 8 listopada 2002 we Lwowie. Pochowany na Cmentarzu Łyczakowskim.

## Publikacje
- Кандиба Іван О., За правду і справедливість, Monachium 1967

## Odznaczenia
- Order „Za odwagę” I klasy (Ukraina, 2006)[1]